# Lista vicepreședinților de state din anul 2019
Lista vicepreședinților în anul 2019 se bazează pe Lista statelor lumii și pe Lista de teritorii dependente, așa cum sunt ele cunoscute de la 1 ianuarie 2019 pâna la 31 decembrie 2019.
Gruparea acestora s-a făcut pe baza statutului entitătii pe care o reprezintă după cim urmează State independente recunoscute cvasigeneral, State independente recunoscute parțial de comunitatea internațională, State independente nerecunoscute, Teritorii nesuverane și Guverne alternative și / sau în exil. Vicepreședintele (numele oficial al funcției poate diferi de la stat la stat conform uzanțelor naționale) este  personalitatea politică a cărui primă funcție este de a înlocui președintele  atunci când acesta este absent, demisonat, decedat sau nu este disponibil pentru a-și îndplini atribuțiile indiferent din ce motiv. Pot avea vicepreședinți și teritoriile autonome dependente.

## State independente recunoscute cvasigeneral
| Statul                     | Funcția                                                                                         | Numele                                                                            | Începând cu        |
| -------------------------- | ----------------------------------------------------------------------------------------------- | --------------------------------------------------------------------------------- | ------------------ |
| Afganistan                 | Primul vicepreședinte                                                                           | Abdul Rashid Dostum                                                               | 29 septembrie 2014 |
| Afganistan                 | Al doilea vicepreședinte                                                                        | Sarwar Danish                                                                     | 29 septembrie 2014 |
| Africa de Sud              | Președinte adjunct                                                                              | David Mabuza                                                                      | 26 februarie 2018  |
| Angola                     | Vicepresedințite                                                                                | Bornito de Sousa                                                                  | 26 septembrie 2017 |
| Argentina                  | Vicepreședinte (succesivi)                                                                      | Cristina Fernández de Kirchner                                                    | 10 decembrie 2019  |
| Argentina                  | Vicepreședinte (succesivi)                                                                      | Gabriela Michetti                                                                 | 10 decembrie 2015  |
| Azerbaidjan                | Prim vicepreședintă                                                                             | Mehriban Aliyeva                                                                  | 21 februarie 2017  |
| Birmania                   | Vicepresedinte                                                                                  | Myint Swe                                                                         | 30 martie 2018     |
| Birmania                   | Vicepresedinte                                                                                  | Henry Van Thio                                                                    | 30 martie 2016     |
| Birmania                   | Vicepresedinte                                                                                  | funcție vacantă                                                                   | 30 martie 2018     |
| Bolivia                    | Vicepreședinte                                                                                  | funcție vacantă                                                                   | 10 noiembrie 2019  |
| Bolivia                    | Vicepreședinte                                                                                  | Álvaro García Linera                                                              | 22 ianuarie 2006   |
| Botswana                   | Vicepreședinte                                                                                  | Slumber Tsogwane                                                                  | 4 aprilie 2018     |
| Brazilia                   | Vicepreședinte                                                                                  | Hamilton Mourão                                                                   | 1 ianuare 2019     |
| Bulgaria                   | Vicepreședintă                                                                                  | Iliana Iotova                                                                     | 22 ianuarie 2017   |
| Burundi                    | Primul vicepreședinte                                                                           | Gaston Sindimwo                                                                   | 20 august 2015     |
| Burundi                    | Al doilea vicepreședinte                                                                        | Joseph Butore                                                                     | 20 august 2015     |
| China (vezi și : §2)       | Vicepreședinte                                                                                  | Wang Qishan                                                                       | 17 martie 2018     |
| Cipru                      | Vicepreședinte                                                                                  | funcție vacantă                                                                   | iulie 1974         |
| Coasta de Fildeș           | Vicepreședinte                                                                                  | Daniel Kablan Duncan (interimar)                                                  | 10 ianuarie 2017   |
| Columbia                   | Vicepreședintă                                                                                  | Marta Lucía Ramírez                                                               | 1 august 2018      |
| Coreeană, R.P.D.           | Prim vicepresedinte al Comisiei Afacerilor de Stat                                              | Choe Ryong Hae                                                                    | 11 aprilie 2019    |
| Coreeană, R.P.D.           | Vicepresedinte al Comisiei Afacerilor de Stat                                                   | funcție desființată                                                               | 11 aprilie 2019    |
| Coreeană, R.P.D.           | Vicepresedinte al Comisiei Afacerilor de Stat                                                   | Choe Ryong Hae ,                                                                  | 26 iunie 2016      |
| Coreeană, R.P.D.           | Vicepresedinte al Comisiei Afacerilor de Stat                                                   | Pak Pong Ju                                                                       | 26 iunie 2016      |
| Coreeană, R.P.D.           | Vicepresedinți ai Prezidiului Adunării Populare Supreme (succesivi)                             | Pak Yong-il                                                                       | 29 august 2019     |
| Coreeană, R.P.D.           | Vicepresedinți ai Prezidiului Adunării Populare Supreme (succesivi)                             | Kim Yong Dae                                                                      | aprilie 2009       |
| Coreeană, R.P.D.           | Vicepresedinți ai Prezidiului Adunării Populare Supreme (succesivi)                             | Thae Hyong-chol                                                                   | 11 aprilie 2019    |
| Coreeană, R.P.D.           | Vicepresedinți ai Prezidiului Adunării Populare Supreme (succesivi)                             | Yang Hyong-sop                                                                    | 5 septembrie 1998  |
| Coreeană, R.P.D.           | Vicepresedinte de onoare al Prezidiului Adunării Populare Supreme                               | funcție desființată                                                               | 11 aprilie 2019    |
| Coreeană, R.P.D.           | Vicepresedinte de onoare al Prezidiului Adunării Populare Supreme                               | Choe Yong Rim                                                                     | aprilie 2013       |
| Coreeană, R.P.D.           | Vicepresedinte de onoare al Prezidiului Adunării Populare Supreme                               | funcție desființată                                                               | 11 aprilie 2019    |
| Coreeană, R.P.D.           | Vicepresedinte de onoare al Prezidiului Adunării Populare Supreme                               | Kim Yong Ju                                                                       | septembrie 2003    |
| Costa Rica                 | Prima vicepreședintă                                                                            | Epsy Campbell Barr                                                                | 8 mai 2018         |
| Costa Rica                 | Al doilea vicepreședinte                                                                        | Marvin Rodríguez Cordero                                                          | 8 mai 2018         |
| Cuba                       | Vicepreședinte                                                                                  | Salvador Valdés Mesa                                                              | 10 octombrie 2019  |
| Cuba                       | Prim vicepreședinte al Consiliului de Stat                                                      | funcție înlocuită                                                                 | 10 octombrie 2019  |
| Cuba                       | Prim vicepreședinte al Consiliului de Stat                                                      | Salvador Valdés Mesa                                                              | 18 aprilie 2018    |
| Cuba                       | Vicepreședintă a Consilului de Stat                                                             | funcție înlocuită                                                                 | 10 octombrie 2019  |
| Cuba                       | Vicepreședintă a Consilului de Stat                                                             | Gladys María Bejerano Portela                                                     | 11 septembrie 2009 |
| Cuba                       | Vicepreședinte al Consilului de Stat                                                            | funcție înlocuită                                                                 | 10 octombrie 2019  |
| Cuba                       | Vicepreședinte al Consilului de Stat                                                            | Roberto Tomás Morales Ojeda                                                       | 18 aprilie 2018    |
| Cuba                       | Vicepreședintă a Consilului de Stat                                                             | funcție înlocuită                                                                 | 10 octombrie 2019  |
| Cuba                       | Vicepreședintă a Consilului de Stat                                                             | Inés María Chapman                                                                | 18 aprilie 2018    |
| Cuba                       | Vicepreședinte al Consilului de Stat                                                            | funcție înlocuită                                                                 | 10 octombrie 2019  |
| Cuba                       | Vicepreședinte al Consilului de Stat                                                            | Ramiro Valdes Menendez                                                            | 20 decembrie 2009  |
| Cuba                       | Vicepreședinte al Consilului de Stat                                                            | funcție înlocuită                                                                 | 10 octombrie 2019  |
| Cuba                       | Vicepreședinte al Consilului de Stat                                                            | Salvador Valdes Mesa                                                              | 24 februarie 2013  |
| Cuba                       | Vicepreședintă a Consilului de Stat                                                             | funcție înlocuită                                                                 | 10 octombrie 2019  |
| Cuba                       | Vicepreședintă a Consilului de Stat                                                             | Beatriz Jhonson                                                                   | 19 aprilie 2018    |
| Dominicană, Republica      | Vicepreședintă                                                                                  | Margarita Cedeño de Fernández                                                     | 16 august 2012     |
| Ecuador                    | Vicepreședinte                                                                                  | Otto Sonnenholzner                                                                | 11 decembrie 2018  |
| Egipt                      | Vicepreședinte                                                                                  | funcție vacantă                                                                   | 23 aprilie 2019    |
| El Salvador                | Vicepreședinți (succesivi)                                                                      | Félix Ulloa                                                                       | 1 iunie 2019       |
| El Salvador                | Vicepreședinți (succesivi)                                                                      | Óscar Ortiz                                                                       | 1 iunie 2014       |
| Elveția                    | Vicepreședintă                                                                                  | Simonetta Sommaruga                                                               | 1 ianuarie 2018    |
| Emiratele Arabe Unite      | Vicepreședinte                                                                                  | Mohammed bin Rashid Al Maktoum                                                    | 11 februarie 2006  |
| Filipine                   | Vicepreședintă                                                                                  | Leni Robredo                                                                      | 30 iunie 2016      |
| Gabon                      | Vicepresedinte                                                                                  | funcție vacantă                                                                   | 21 mai 2019        |
| Gabon                      | Vicepresedinte                                                                                  | Pierre-Claver Maganga Moussavou                                                   | 21 august 2017     |
| Gambia                     | Vicepreședinți (succesivi)                                                                      | Isatou Touray                                                                     | 15 martie 2019     |
| Gambia                     | Vicepreședinți (succesivi)                                                                      | Ousainou Darboe                                                                   | 29 iunie 2018      |
| Ghana                      | Vicepreședinte                                                                                  | Mahamudu Bawumia                                                                  | 7 ianuarie 2017    |
| Guatemala                  | Vicepreședinte                                                                                  | Jafeth Cabrera                                                                    | 14 ianuarie 2016   |
| Guineea Ecuatorială        | Vicepreședinte                                                                                  | Teodoro Nguema Obiang Mangue                                                      | 22 iunie 2016      |
| Guyana                     | Primul vicepreședinte                                                                           | Moses Nagamootoo                                                                  | 20 mai 2015        |
| Guyana                     | Al doilea vicepreședinte                                                                        | Khemraj Ramjattan                                                                 | 20 mai 2015        |
| Guyana                     | Al treilea vicepreședinte                                                                       | funcție vacantă                                                                   | 25 aprilie 2019    |
| Guyana                     | Al treilea vicepreședinte                                                                       | Carl Greenidge                                                                    | 25 mai 2015        |
| Guyana                     | Al patrelea vicepreședinte                                                                      | Sydney Allicock                                                                   | 25 mai 2015        |
| Honduras                   | Primul vicepreședinte                                                                           | Ricardo Antonio Alvarez Arias                                                     | 27 ianuarie 2014   |
| Honduras                   | A doua vicepreședintă                                                                           | Olga Margarita Alvarado Rodríguez                                                 | 27 ianuarie 2018   |
| Honduras                   | A treia vicepreședintă                                                                          | María Antonia Rivera Rosales                                                      | 27 ianuarie 2018   |
| India                      | Vicepreședinte                                                                                  | Venkaiah Naidu                                                                    | 11 august 2017     |
| Indonezia                  | Vicepreședinți (succesivi)                                                                      | Ma'ruf Amin                                                                       | 20 octombrie 2019  |
| Indonezia                  | Vicepreședinți (succesivi)                                                                      | Jusuf Kalla                                                                       | 20 octombrie 2014  |
| Irak · (vezi și : §4)      | Vicepresedinte                                                                                  | funcție vacantă                                                                   | 2 octombrie 2018   |
| Irak · (vezi și : §4)      | Vicepresedinte                                                                                  | funcție vacantă                                                                   | 2 octombrie 2018   |
| Irak · (vezi și : §4)      | Vicepresedinte                                                                                  | funcție vacantă                                                                   | 2 octombrie 2018   |
| Iran                       | Prim vicepreședinte                                                                             | Eshaq Jahangiri                                                                   | 4 august 2013      |
| Iran                       | Vicepreședinte pentru Afaceri Economice                                                         | Mohammad Nahavandian                                                              | 20 august 2017     |
| Iran                       | Vicepreședinte și Șef sl Organizației pentru Plan și Buget                                      | Mohammad Bagher Nobakht                                                           | 2 august 2016      |
| Iran                       | Vicepreședintă pentru Afaceri Legale                                                            | Laaya Joneidi                                                                     | 9 august 2017      |
| Iran                       | Vicepreședinte pentru Afaceri Parlamentare                                                      | Hossein-Ali Amiri                                                                 | 12 iulie 2016      |
| Iran                       | Vicepreședinte pentru Știință și Tehnologie și Președinte al Fundației pentru Elitele Naționale | Sorena Sattari                                                                    | 4 octombrie 2013   |
| Iran                       | Vicepreședintă pentru Afacerile Femeilor și Familiei                                            | Masoumeh Ebtekar                                                                  | 9 august 2017      |
| Iran                       | Vicepreședinte și Șef al Organizației pentru Moștenirea Culturală, Artizanat și Turism          | funcție desființată                                                               | 21 august 2019     |
| Iran                       | Vicepreședinte și Șef al Organizației pentru Moștenirea Culturală, Artizanat și Turism          | Ali Asghar Mounesan                                                               | 13 august 2017     |
| Iran                       | Vicepreședinte și Șef al Organizației pentru Energia Atomică                                    | Ali Akbar Salehi                                                                  | 16 august 2013     |
| Iran                       | Vicepreședinte și Șef al Fundației pentru Afacerile Martirilor și Veteranilor                   | Mohammad-Ali Shahidi                                                              | 15 septembrie 2013 |
| Iran                       | Vicepreședinte și Șef al Organizației pentru Protecția Mediului                                 | Isa Kalantari                                                                     | 13 august 2017     |
| Iran                       | Vicepreședinte și Șef al Organizației Administrative și de Recrutare                            | Jamshid Ansari                                                                    | 2 august 2016      |
| Kenya                      | Președinte adjunct                                                                              | William Ruto                                                                      | 9 aprilie 2013     |
| Kiribati                   | Vicepreședinți (succesivi)                                                                      | Teuea Toatu                                                                       | 19 iunie 2019      |
| Kiribati                   | Vicepreședinți (succesivi)                                                                      | Kourabi Nenem                                                                     | 13 martie 2016     |
| Laos                       | Vicepresedinte                                                                                  | Phankham Viphavan                                                                 | 19 aprilie 2016    |
| Liberia                    | Vicepreședinte                                                                                  | Jewel Taylor                                                                      | 22 ianuarie 2018   |
| Libia · (vezi și : §5)     | Vicepreședinte al Consiliului Prezidențial                                                      | Abdulsalam Kajman , (corevendicator ȋncepȃnd cu 12 martie 2016)                   | 12 martie 2016     |
| Libia · (vezi și : §5)     | Vicepreședinte al Consiliului Prezidențial                                                      | Ahmed Maiteeq , (corevendicator ȋncepȃnd cu 12 martie 2016)                       | 12 martie 2016     |
| Libia · (vezi și : §5)     | Vicepreședinte al Consiliului Prezidențial                                                      | funcție desființată                                                               | 8 aprilie 2019     |
| Libia · (vezi și : §5)     | Vicepreședinte al Consiliului Prezidențial                                                      | Ali Faraj Qatrani , (corevendicator din 12 martie 2016 până în 8 aprilie 2019)    | 12 martie 2016     |
| Malawi                     | Vicepreședinți (succesivi)                                                                      | Everton Chimulirenji (de facto)                                                   | 28 mai 2019        |
| Malawi                     | Vicepreședinți (succesivi)                                                                      | Saulos Chilima                                                                    | 31 mai 2014        |
| Maldive                    | Vicepreședinte                                                                                  | Faisal Naseem                                                                     | 17 noiembrie 2018  |
| Mauritius                  | Vicepreședinți (succesivi)                                                                      | Eddy Boissézon                                                                    | 2 decembrie 2019   |
| Mauritius                  | Vicepreședinți (succesivi)                                                                      | funcție vacantă                                                                   | 26 noiembrie 2019  |
| Mauritius                  | Vicepreședinți (succesivi)                                                                      | Barlen Vyapoory                                                                   | 29 martie 2016     |
| Micronezia                 | Vicepreședinte                                                                                  | Yosiwo George                                                                     | 11 mai 2015        |
| Namibia                    | Vicepreședinte                                                                                  | Nangolo Mbumba                                                                    | 12 februarie 2018  |
| Nepal                      | Vicepresedinte                                                                                  | Nanda Kishor Pun                                                                  | 31 octombrie 2015  |
| Nicaragua                  | Vicepreședintă                                                                                  | Rosario Murillo                                                                   | 10 ianuarie 2017   |
| Nigeria                    | Vicepreședinte                                                                                  | Yemi Osinbajo                                                                     | 29 mai 2015        |
| Palau                      | Vicepreședinte                                                                                  | Raynold Oilouch                                                                   | 19 ianuarie 2017   |
| Panama                     | Vicepreședinți (succesivi)                                                                      | Jose Gabriel Carrizo                                                              | 1 iulie 2019       |
| Panama                     | Vicepreședinți (succesivi)                                                                      | Isabel Saint Malo                                                                 | 1 iulie 2014       |
| Paraguay                   | Vicepreședinte                                                                                  | Hugo Velázquez Moreno                                                             | 15 august 2018     |
| Peru                       | Prima vicepreședintă                                                                            | Mercedes Aráoz                                                                    | 23 martie 2018     |
| Peru                       | Al doilea vicepreședinte                                                                        | funcție vacantă                                                                   | 23 martie 2018     |
| Samoa                      | Membru în Consiliul Deputaților                                                                 | funcție vacantă                                                                   | 21 iulie 2017      |
| Samoa                      | Membru în Consiliul Deputaților                                                                 | funcție vacantă                                                                   | 2 aprilie 2018     |
| Samoa                      | Membru în Consiliul Deputaților                                                                 | Le Mamea Ropati                                                                   | 28 ianuarie 2016   |
| Seychelles                 | Vicepreședinte                                                                                  | Vincent Meriton                                                                   | 28 octombrie 2016  |
| Sierra Leone               | Vicepreședinte                                                                                  | Mohamed Juldeh Jalloh                                                             | 4 aprilie 2018     |
| Siria · (vezi și : §5)     | Vicepreședintă                                                                                  | Najah al-Attar                                                                    | 23 martie 2006     |
| Siria · (vezi și : §5)     | Vicepreședinte                                                                                  | Ali Mamlouk                                                                       | 7 iulie 2019       |
| Statele Unite ale Americii | Vicepreședinte                                                                                  | Mike Pence                                                                        | 20 ianuarie 2017   |
| Sudan                      | Vicepreședinte al Consiliului suveranității                                                     | Mohamed Hamdan Dagalo                                                             | 21 august 2019     |
| Sudan                      | Vicepresedinți ai Consiliului militar de tranziție (succesivi)                                  | funcție înlocuită                                                                 | 21 august 2019     |
| Sudan                      | Vicepresedinți ai Consiliului militar de tranziție (succesivi)                                  | Mohamed Hamdan Dagalo                                                             | 13 aprilie 2019    |
| Sudan                      | Vicepresedinți ai Consiliului militar de tranziție (succesivi)                                  | Kamal Abdel-Marouf al-Mahdi                                                       | 11 aprilie 2019    |
| Sudan                      | Primul vicepresedinte (succesivi)                                                               | funcție înlocuită                                                                 | 11 aprilie 2019    |
| Sudan                      | Primul vicepresedinte (succesivi)                                                               | Ahmed Awad Ibn Auf                                                                | 23 februarie 2019  |
| Sudan                      | Primul vicepresedinte (succesivi)                                                               | Bakri Hassan Saleh                                                                | 8 decembrie 2013   |
| Sudan                      | Al doilea vicepresedinte                                                                        | funcție înlocuită                                                                 | 11 aprilie 2019    |
| Sudan                      | Al doilea vicepresedinte                                                                        | Osman Kebir                                                                       | 10 septembrie 2018 |
| Sudanul de Sud             | Primul vicepreședinte                                                                           | Taban Deng Gai                                                                    | 23 iulie 2016      |
| Sudanul de Sud             | Vicepreședinte                                                                                  | James Wani Igga                                                                   | 25 august 2013     |
| Surinam                    | Vicepreședinte                                                                                  | Ashwin Adhin                                                                      | 1 februarie 2016   |
| Tanzania · (vezi și : §4)  | Vicepreședintă                                                                                  | Samia Suluhu                                                                      | 5 noiembrie 2015   |
| Turcia                     | Vicepreședinte                                                                                  | Fuat Oktay                                                                        | 9 iulie 2018       |
| Uganda                     | Vicepresedinte                                                                                  | Edward Ssekandi                                                                   | 24 mai 2011        |
| Uruguay                    | Vicepreședintă                                                                                  | Lucía Topolansky                                                                  | 13 septembrie 2017 |
| Venezuela                  | Vicepreședintă executivă                                                                        | Delcy Rodríguez                                                                   | 14 iunie 2018      |
| Vietnam                    | Vicepreședintă                                                                                  | Đặng Thị Ngọc Thịnh                                                               | 8 aprilie 2016     |
| Yemen · (vezi și : §5)     | Vicepreședinte                                                                                  | Ali Mohsen al-Ahmar (corevendicator din 4 aprilie 2016 pȃnǎ ȋn 13 decembrie 2017) | 4 aprilie 2016     |
| Zambia                     | Vicepreședinte                                                                                  | Inonge Wina                                                                       | 26 ianuarie 2015   |
| Zimbabwe                   | Prim vicepreședinte                                                                             | Constantino Chiwenga                                                              | 28 decembrie 2017  |
| Zimbabwe                   | Al doilea vicepreședinte                                                                        | Kembo Mohadi                                                                      | 28 decembrie 2017  |

## State independente recunoscute parțial
| Statul și statutul | Separat din | Funcția        | Numele         | Începând cu      |
| ------------------ | ----------- | -------------- | -------------- | ---------------- |
| Abhazia            | Georgia     | Vicepreședinte | Aslan Bartsits | 9 octombrie 2019 |
| Abhazia            | Georgia     | Vicepreședinte | vacant         | 22 august 2018   |
| Taiwan             | China       | Vicepreședinte | Chen Chien-jen | 20 mai 2016      |

## State independente nerecunoscute
| Statul și statutul | Separat din | Funcția        | Numele             | Începând cu   |
| ------------------ | ----------- | -------------- | ------------------ | ------------- |
| Somaliland         | Somalia     | Vicepreședinte | Abdirahman Saylici | 27 iulie 2010 |

## Teritorii nesuverane
| Teritoriu              | Suveranitate      | Funcția                    | Numele                             | Începând cu       |
| ---------------------- | ----------------- | -------------------------- | ---------------------------------- | ----------------- |
| Bougainville, Insulele | Papua Noua Guinee | Vicepreședinte             | Raymond Masono                     | 22 februarie 2017 |
| , Galmudug             | Somalia           | Vicepreședinte             | Mohamed Hashi Abdi                 | 4 iulie 2015      |
| Hirshabeelle           | Somalia           | Vicepreședinte             | Ali Abdullahi Hussein              | octombrie 2016    |
| Jubaland               | Somalia           | Prim vicepreședinte        | Mahmoud Sayid Adan                 | 15 mai 2016       |
| Jubaland               | Somalia           | Al doilea vicepreședinte   | Abdulkadir Haji Mohamed Luga-Dhere | 16 august 2015 ?  |
| Kurdistanul Irakian    | Irak              | Prim vicepreședinte        | Mustafa Said Qadir                 | iulie 2019        |
| Kurdistanul Irakian    | Irak              | Al doilea vicepreședinte   | Jaafar Sheikh Mustafa              | iulie 2019        |
| Kurdistanul Irakian    | Irak              | Vicepreședinte             | funcție înlocuită                  | iulie 2019        |
| Kurdistanul Irakian    | Irak              | Vicepreședinte             | funcție vacantă                    | 1 noiembrie 2017  |
| Puntland               | Somalia           | Vicepreședinți (succesivi) | Ahmed Elmi Osman                   | 8 ianuarie 2019   |
| Puntland               | Somalia           | Vicepreședinți (succesivi) | Abdihakim Amey                     | 8 ianuarie 2014   |
| Zanzibar, Arhipelagul  | Tanzania          | Vicepreședinte             | funcție vacantă                    | 18 martie 2019    |
| Zanzibar, Arhipelagul  | Tanzania          | Vicepreședinte             | Seif Sharif Hamad                  | 9 noiembrie 2010  |
| Zanzibar, Arhipelagul  | Tanzania          | Vicepreședinte             | Seif Ali Iddi                      | noiembrie 2010    |

## Guverne în exil și / sau alterantive
| Teritoriu                                                             | Suveranitate și statut                                                     | Funcția                                                                                            | Numele                                                | Începând cu       |
| --------------------------------------------------------------------- | -------------------------------------------------------------------------- | -------------------------------------------------------------------------------------------------- | ----------------------------------------------------- | ----------------- |
| Republica Autonemă Abhazia                                            | Georgia · Abhazia · Guvernul Republicii Autoneme Abhazia                   | Președinți adjuncți ai Consliului Suprem (succesivi)                                               | Elguja Gvazava                                        | 8 aprilie 2019    |
| Republica Autonemă Abhazia                                            | Georgia · Abhazia · Guvernul Republicii Autoneme Abhazia                   | Președinți adjuncți ai Consliului Suprem (succesivi)                                               | Tamaz Khubua                                          | aprilie 2009      |
| Khatumo                                                               | Somalia · (Stat autonom nerecunoscut în cadrul Somaliei)                   | Vicepreședinte                                                                                     | Mahomed Caano Nuug                                    | august? 2017      |
| Guvernul provizoriu al Libiei                                         | Libia · (Guvern alternativ instituit de Camera Reprezentanților din Libia) | Președinte Adjunct al Camerei Reprezentanțlor                                                      | Imhemed Shaib , (corevendicator din august 2014)      | 5 august 2014     |
| Guvernul provizoriu al Libiei                                         | Libia · (Guvern alternativ instituit de Camera Reprezentanților din Libia) | Președinte Adjunct al Camerei Reprezentanțlor                                                      | Ahmed Huma , (corevendicator ȋncepȃnd cu august 2014) | 5 august 2014     |
| Guvernul Interimar al Siriei (Guvern alternativ al opoziției siriene) | Siria                                                                      | Vicepreședinți ai Coaliției Naționale a Forțelor de Opoziție și a Revoluției din Siria (succesivi) | Okab Yahya                                            | 30 iunie 2019     |
| Guvernul Interimar al Siriei (Guvern alternativ al opoziției siriene) | Siria                                                                      | Vicepreședinți ai Coaliției Naționale a Forțelor de Opoziție și a Revoluției din Siria (succesivi) | Abdul Basset Hamou                                    | 6 mai 2018        |
| Guvernul Interimar al Siriei (Guvern alternativ al opoziției siriene) | Siria                                                                      | Vicepreședinți ai Coaliției Naționale a Forțelor de Opoziție și a Revoluției din Siria (succesivi) | Abdel Hakim Bashar                                    | 30 iunie 2019     |
| Guvernul Interimar al Siriei (Guvern alternativ al opoziției siriene) | Siria                                                                      | Vicepreședinți ai Coaliției Naționale a Forțelor de Opoziție și a Revoluției din Siria (succesivi) | Badr Jamous                                           | 6 mai 2018        |
| Guvernul Interimar al Siriei (Guvern alternativ al opoziției siriene) | Siria                                                                      | Vicepreședintă a Coaliției Naționale a Forțelor de Opoziție și a Revoluției din Siria              | Dima Moussa                                           | 6 mai 2018        |
| Guvernul Salvǎrii Naționale al Yemenului                              | Yemen · (Guvern alternativ al Consiliului Politic Suprem)                  | Președinte adjunct al Consiliului Politic Suprem                                                   | funcție vacantă?                                      | 13 decembrie 2017 |
| Consiliul de Trnaziție al Sudului Yemenului                           | Yemen · Guvernul Consiliului de Tranaziție al Sudului Yemenului            | Vicepreședinte al Comisiei Prezidențiale                                                           | Hani Bin Breiki                                       | 11 mai 2017       |